# Qatars damlandslag i volleyboll
Qatars damlandslag i volleyboll representerar Qatar i volleyboll på damsidan. Laget har funnits sedan 2002. Det kom femma vid panarabiska spelen 2011 och 2023 och åtta vid WAVA-mästerskapen 2022.